# ژونژیی
ژونژیی (به پرتغالی: Jundiaí) یک منطقهٔ مسکونی در برزیل است که در ایالت سائو پائولو واقع شده‌است. ژونژیی ۴۳۱٫۲۰۷ کیلومتر مربع مساحت و ۴۰۵٬۷۴۰ نفر جمعیت دارد و ۷۶۲ متر بالاتر از سطح دریا واقع شده‌است.